# Vysoká Lípa
Vysoká Lípa (in tedesco Hohenleipa) è una frazione di Jetřichovice, comune ceco del distretto di Děčín, nella regione di Ústí nad Labem.

## Geografia fisica
Il villaggio si estende su una superficie di 1498,43 ha (equivalenti a circa 14,98 km²). Si trova sul confine meridionale della Svizzera boema, a 3 km a sud-ovest da Jetřichovice. Nel villaggio sono state registrate 102 abitazioni, nelle quali vivono 88 persone.
Altri comuni limitrofi sono Mezní Louka, Mezná, Rŭžová, Nová Víska e Nový Svět ad ovest, Zadní Jetřichovice, Hinterhermsdorf, Zadní Doubice e Ottendorfer Raumicht a nord e Kamenická Stráň, Všemily, Srbská Kamenice, Lužná, Stará Oleška, Janská, Filipov, Kamenická Nová Víka e Kunratice a sud.

## Toponimo
Il toponimo ha evidentemente un riferimento alla zona alta dell'insediamento e a una denominazione boschiva, il cui secondo elemento costitutivo del nome risale probabilmente a lipa (= slavo "tiglio"). Già nel 1387 si menzionava nel registro cittadino di Kamnitz (ceco Kamenice) una magistratura ereditaria Hoeleype.

## Storia
Vysoká Lipa è uno degli insediamenti più antichi della regione. Poiché il villaggio non possedeva una parrocchia autonoma, esso apparteneva, nel XIV secolo, alla parrocchia di San Venceslao, del paesino di Srbská Kamenice. Nel 1787 fu istituita la parrocchia di San Giovanni Nepomuceno.
Nel 1654 vi erano 24 case, mentre nel 1760 il numero delle abitazioni era salito a 47.

## Economia
Nel 1939, il 40% della popolazione faceva parte del settore agricolo e forestale, il 31% lavorava nell'industria e il 12% nel commercio e nei trasporti. Oggi la città è una località con ristoranti, guest house ed un camping.

## Monumenti
| Anno     | 1961 | 1991 | 2001 |
| -------- | ---- | ---- | ---- |
| Abitanti | 125  | 74   | 88   |

Nel 1995, Vysoká Lipa è stata dichiarata zona speciale di conservazione. Numerose sono le abitazioni della città risalenti a prima del 1620, conservate nel loro stato originale. Nella parte settentrionale del villaggio vi è un monumento alle vittime della prima e seconda guerra mondiale sotto forma di un obelisco in pietra arenaria. Inoltre vi è una cappella di nicchia del 1716.

## Galleria d'immagini

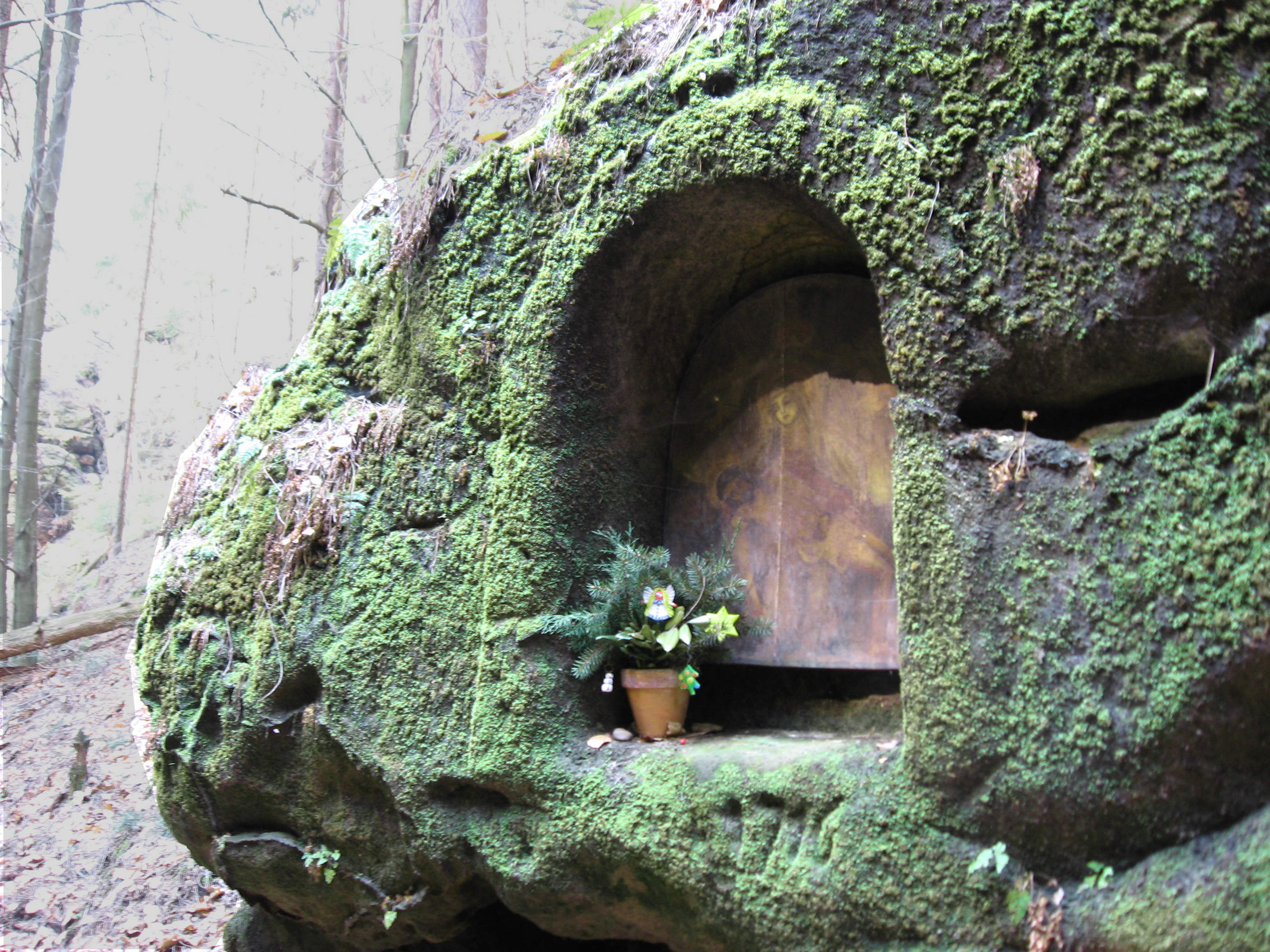
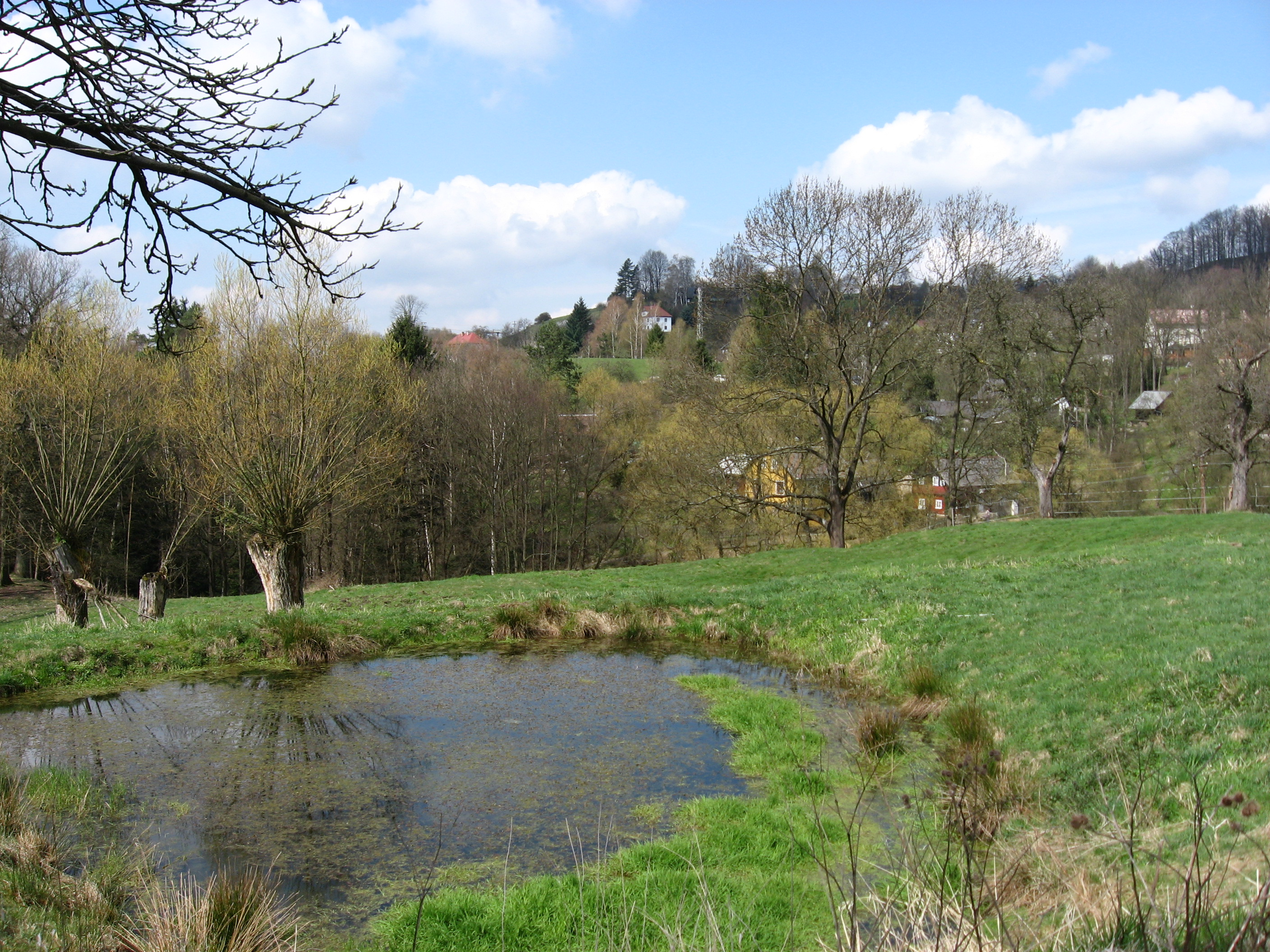
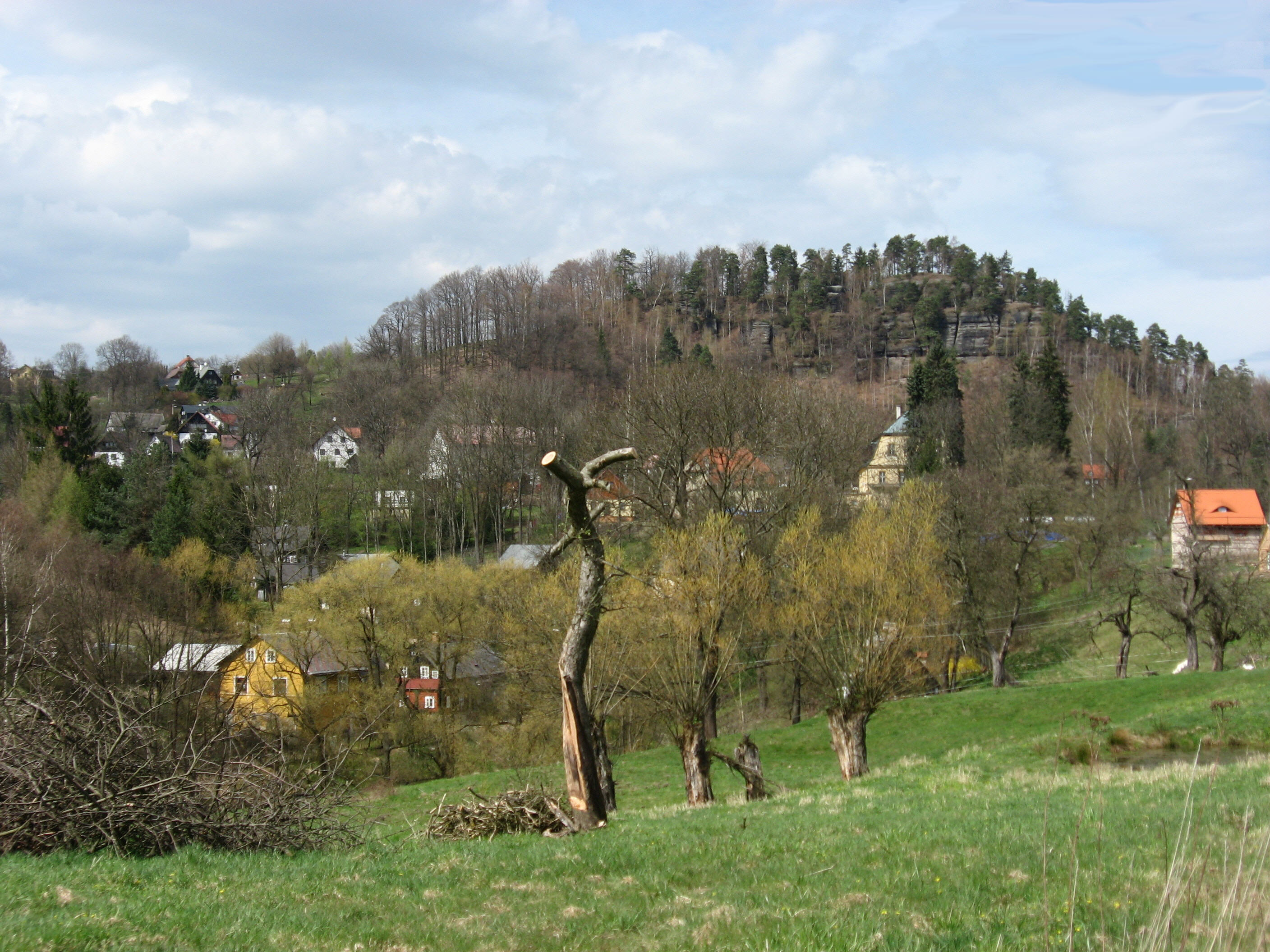